# 1975 en astronautique
Chronologie de l'astronautique
- 1971
- 1972
- 1973
- 1974
- 1975
- 1976
- 1977
- 1978
- 1979

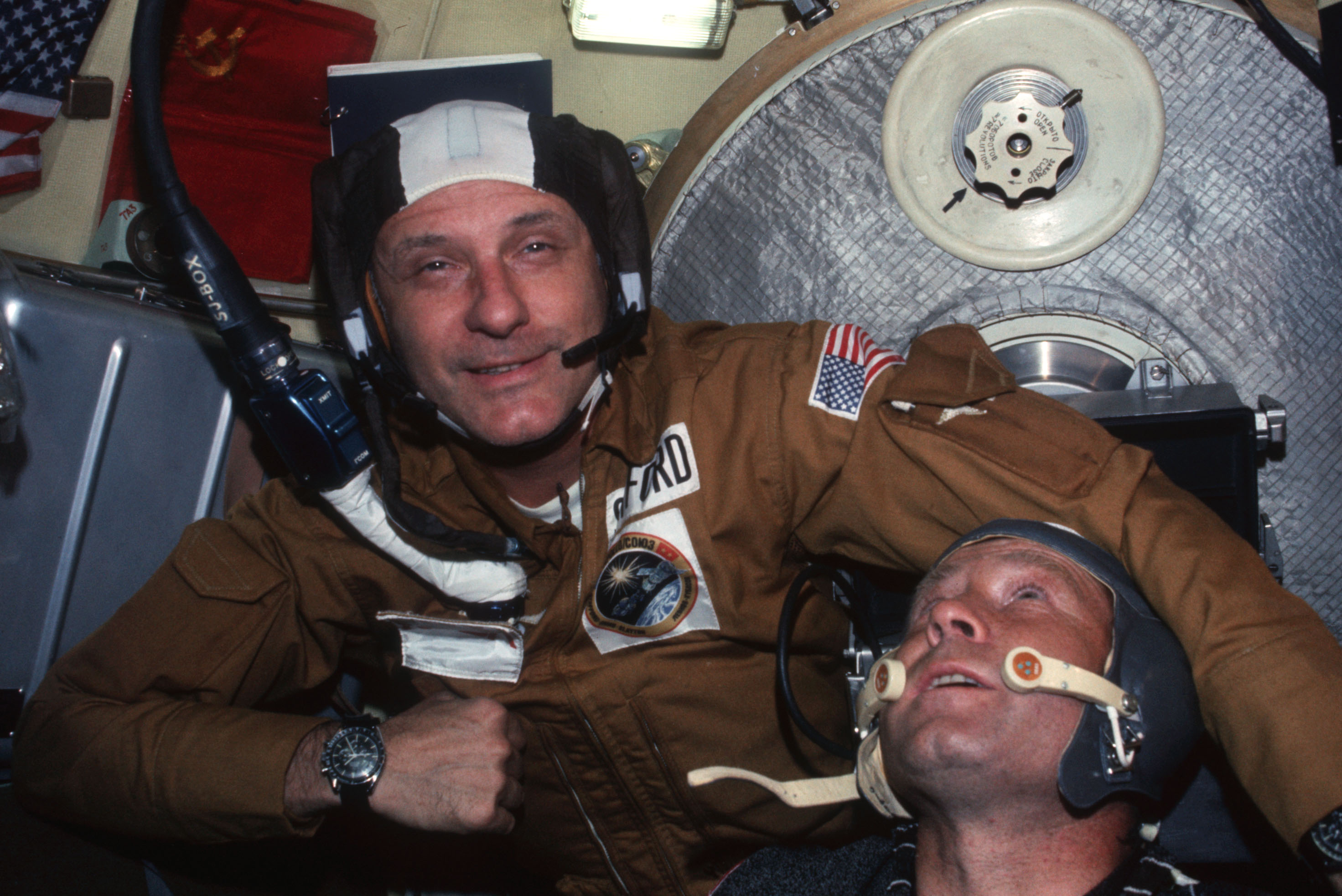
Stafford et Leonov durant la mission américano soviétique Apollo-Soyouz

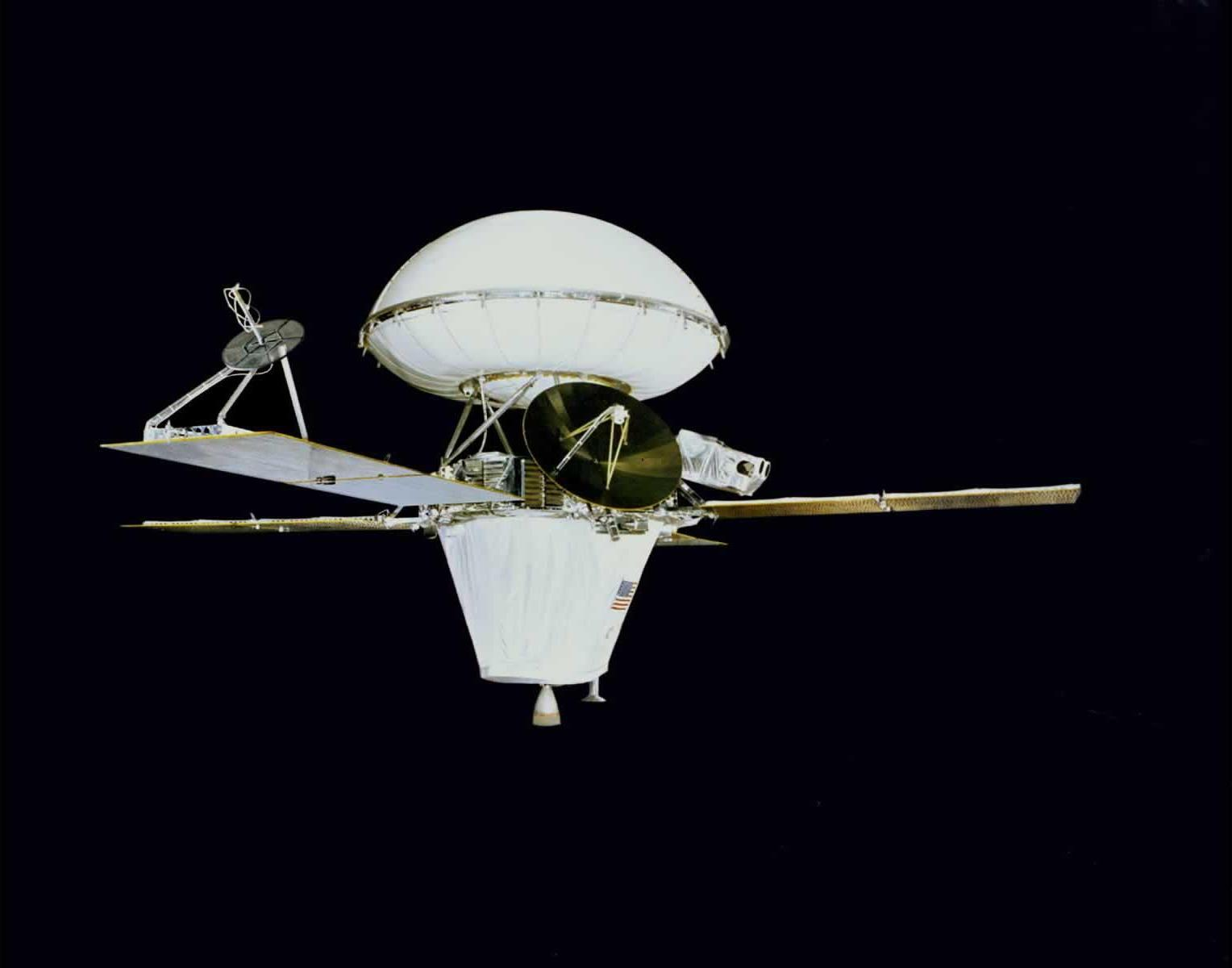
La sonde spatiale Viking

Cette page présente un récapitulatif des événements qui se sont produits pendant l'année 1975 dans le domaine de l'astronautique.

## Programmes spatiaux nationaux
- 31 mai : création de l'Agence spatiale européenne (ESA).

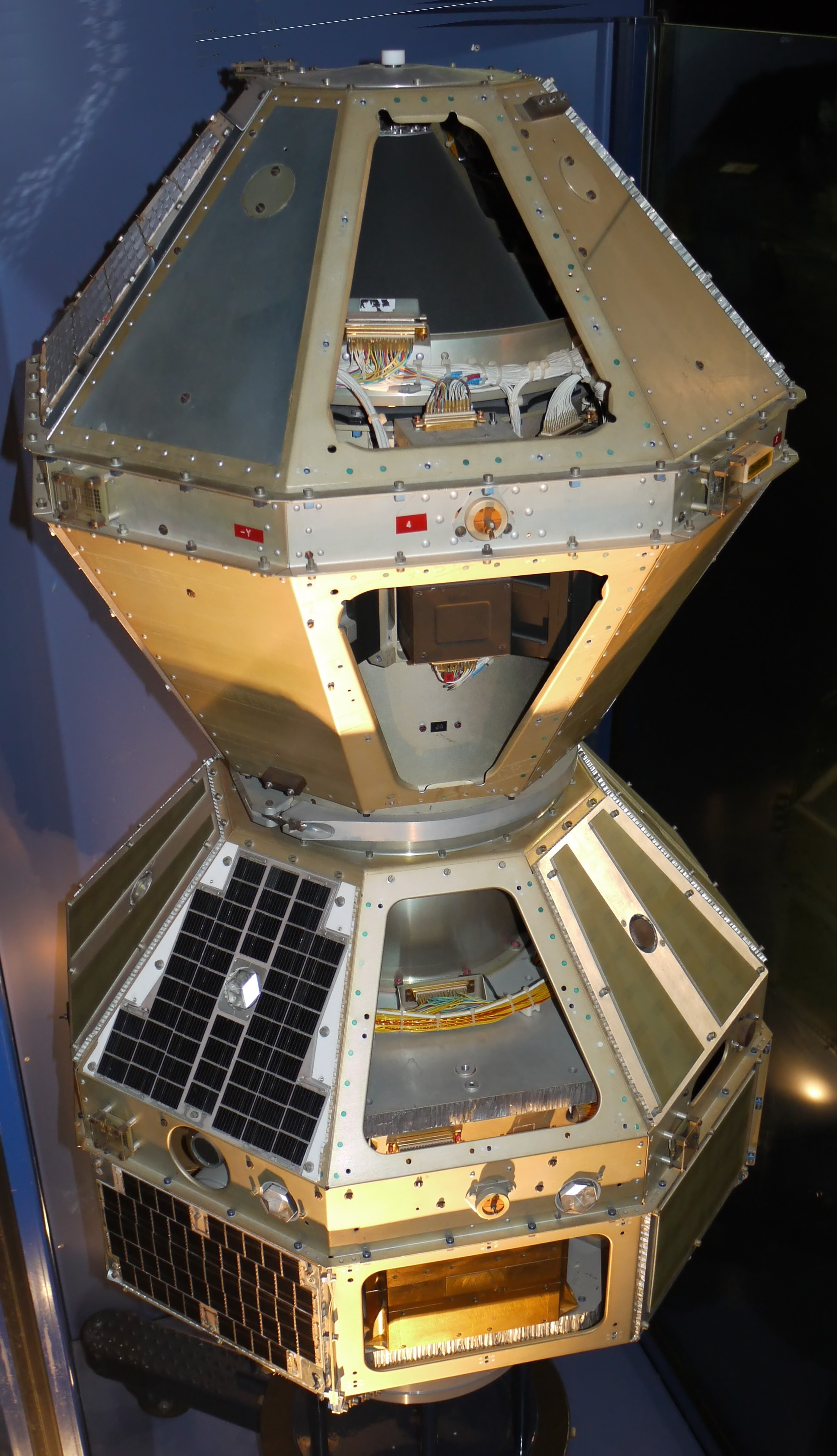
Les satellites Castor et Pollux (satellite)

## Activité spatiale détaillée

### Chronologie

#### Janvier
| Date            | Lanceur       | Base de lancement | Type                  | Charge utile    | Notes                            |
| 10 janvier 1975 | Soyouz 11A511 | Baïkonour         | Orbite basse          | Soyouz 17       | Relève équipage station spatiale |
| 17 janvier 1975 | Voskhod 11A57 | Baïkonour         | Orbite basse          | Zenit-2M        | Satellite de reconnaissance      |
| 21 janvier 1975 | Cosmos-2      | Baïkonour         | Orbite basse          | DS-P1-Yu No. 70 | Calibration radar                |
| 22 janvier 1975 | Delta 2910    | Vandenberg        | Orbite héliosynchrone | Landsat 2       | Observation de la Terre          |
| 23 janvier 1975 | Voskhod 11A57 | Baïkonour         | Orbite basse          | Zenit-4MK       | Satellite de reconnaissance      |
| 28 janvier 1975 | Cosmos-2      | Baïkonour         | Orbite basse          | DS-P1-Yu No. 75 | Calibration radar                |
| 30 janvier 1975 | Molnia M      | Baïkonour         | Orbite de Molnia      | Oko             | Satellite d'alerte précoce       |

#### Février
| Date            | Lanceur              | Base de lancement | Type                   | Charge utile   | Notes                                    |
| 5 février 1975  | Cosmos-3M            | Baïkonour         | Orbite basse           | Tselina-OM     | Satellite d'écoute électronique          |
| 6 février 1975  | Molnia M             | Baïkonour         | Orbite de Molnia       | Molniya-2      | Satellite de télécommunications          |
| 6 février 1975  | Diamant BP.4         | Kourou            | Orbite basse           | Starlette      | Géodésie                                 |
| 6 février 1975  | Delta 2914           | Cape Canaveral    | Orbite géostationnaire | SMS 2          | Satellite météorologique                 |
| 12 février 1975 | Cosmos-3M            | Baïkonour         | Orbite basse           | Sfera          | Géodésie                                 |
| 12 février 1975 | Voskhod 11A57        | Baïkonour         | Orbite basse           | Zenit-4MK      | Satellite de reconnaissance              |
| 20 février 1975 | Atlas SLV-3D Centaur | Cape Canaveral    | Orbite géostationnaire | Intelsat IV F6 | Satellite de télécommunications Échec    |
| 24 février 1975 | Mu-3C                | Uchinoura         | Orbite basse           | Taiyo          | Étude de la haute atmosphère (aéronomie) |
| 26 février 1975 | Voskhod 11A57        | Baïkonour         | Orbite basse           | Zenit-4MK      | Satellite de reconnaissance              |
| 28 février 1975 | Cosmos-3M            | Baïkonour         | Orbite basse           | Strela-1M x 8  | Satellites de télécommunications         |

#### Mars
| Date         | Lanceur       | Base de lancement | Type             | Charge utile   | Notes                           |
| 10 mars 1975 | Titan 34B     | Vandenberg        | Orbite de Molnia | Jumpseat 4     | Satellite d'écoute électronique |
| 12 mars 1975 | Voskhod 11A57 | Baïkonour         | Orbite basse     | Zenit-4MK      | Satellite de reconnaissance     |
| 21 mars 1975 | Soyouz-U      | Baïkonour         | Orbite basse     | Zenit-4MT      | Satellite de reconnaissance     |
| 26 mars 1975 | Voskhod 11A57 | Baïkonour         | Orbite basse     | Zenit-2M       | Satellite de reconnaissance     |
| 27 mars 1975 | Voskhod 11A57 | Baïkonour         | Orbite basse     | Zenit-4MK      | Satellite de reconnaissance     |
| 27 mars 1975 | Cosmos-3M     | Baïkonour         | Orbite basse     | DS-U2-IK No. 5 | Astronomie, magnétosphère       |

#### Avril
| Date           | Lanceur       | Base de lancement | Type                  | Charge utile    | Notes                                      |
| 1er avril 1975 | Vostok 8A92M  | Baïkonour         | Orbite héliosynchrone | Meteor-M No. 31 | Satellite météorologique                   |
| 2 avril 1975   | Tsiklon-2     | Baïkonour         | Orbite basse          | US-A            | Satellite de reconnaissance radar          |
| 5 avril 1975   | Soyouz 11A511 | Baïkonour         | Orbite basse          | Soyouz 18       | Relève équipage station spatiale Échec     |
| 7 avril 1975   | Tsiklon-2     | Baïkonour         | Orbite basse          | US-A            | Satellite de reconnaissance radar          |
| 8 avril 1975   | Cosmos-2      | Baïkonour         | Orbite basse          | DS-P1-Yu No. 77 | Calibration radar                          |
| 9 avril 1975   | Delta 1410    | Vandenberg        | Orbite basse          | Geos 3          | Géodésie                                   |
| 11 avril 1975  | Cosmos-3M     | Baïkonour         | Orbite basse          | Parous          | Satellite de navigation militaire          |
| 13 avril 1975  | Atlas F       | Vandenberg        | Orbite basse          | RM 20           | Satellite technologique Échec              |
| 14 avril 1975  | Molnia M      | Baïkonour         | Orbite de Molnia      | Molniya-3       | Satellite de télécommunications            |
| 16 avril 1975  | Soyouz-U      | Baïkonour         | Orbite basse          | Zenit-4MK       | Satellite de reconnaissance                |
| 18 avril 1975  | Voskhod 11A57 | Baïkonour         | Orbite basse          | Zenit-2M        | Satellite de reconnaissance                |
| 18 avril 1975  | Titan 24B     | Vandenberg        | Orbite basse          | KH-8            | Satellite de reconnaissance optique        |
| 19 avril 1975  | Cosmos-3M     | Kapoustine Iar    | Orbite basse          | Aryabhata       | Étude du rayonnement X et gamma            |
| 22 avril 1975  | Cosmos-3M     | Baïkonour         | Orbite basse          | Zaliv           | Satellite de navigation/télécommunications |
| 24 avril 1975  | Voskhod 11A57 | Baïkonour         | Orbite basse          | Zenit-4MK       | Satellite de reconnaissance                |
| 29 avril 1975  | Molnia M      | Baïkonour         | Orbite de Molnia      | Molniya-1       | Satellite de télécommunications            |

#### Mai
| Date        | Lanceur              | Base de lancement | Type                   | Charge utile                | Notes                                       |
| 7 mai 1975  | Scout F-1            | San Marco         | Orbite basse           | Small Astronomy Satellite 3 | Astronomie rayons X                         |
| 7 mai 1975  | Delta 2914           | Cape Canaveral    | Orbite géostationnaire | Anik A3                     | Satellite de télécommunications             |
| 17 mai 1975 | Diamant BP.4         | Kourou            | Orbite basse           | Castor et Pollux            | Étude de la haute atmosphère                |
| 20 mai 1975 | Titan IIIC           | Cape Canaveral    | Orbite géostationnaire | DSCS II F-5 et F-6          | Satellites de télécommunications militaires |
| 21 mai 1975 | Voskhod 11A57        | Baïkonour         | Orbite basse           | Zenit-2M                    | Satellite de reconnaissance                 |
| 22 mai 1975 | Atlas SLV-3D Centaur | Cape Canaveral    | Orbite géostationnaire | Intelsat IV F1              | Satellite de télécommunications             |
| 24 mai 1975 | Thor Burner 2A       | Vandenberg        | Orbite héliosynchrone  | DMSP 10533                  | Satellite météorologique militaire          |
| 24 mai 1975 | Soyouz 11A511        | Baïkonour         | Orbite basse           | Soyouz 18                   | Relève équipage station spatiale            |
| 28 mai 1975 | Cosmos-3M            | Baïkonour         | Orbite basse           | Strela-1M x 8               | Satellites de télécommunications            |
| 28 mai 1975 | Voskhod 11A57        | Baïkonour         | Orbite basse           | Zenit-4MK                   | Satellite de reconnaissance                 |
| 30 mai 1975 | Voskhod 11A57        | Baïkonour         | Orbite basse           | Zenit-2M/NKh                | Observation de la Terre                     |

#### Juin
| Date         | Lanceur              | Base de lancement | Type                  | Charge utile    | Notes                                  |
| 3 juin 1975  | Cosmos-3M            | Kapoustine Iar    | Orbite basse          | Intercosmos 14  | Satellite scientifique Échec           |
| 3 juin 1975  | Voskhod 11A57        | Baïkonour         | Orbite basse          | Zenit-4MK       | Satellite de reconnaissance            |
| 5 juin 1975  | Molnia M             | Baïkonour         | Orbite de Molnia      | Molniya-1       | Satellite de télécommunications        |
| 8 juin 1975  | Proton-K/D           | Baïkonour         |                       | Venera 9        | Orbiteur et atterrisseur planète Vénus |
| 8 juin 1975  | Titan IIID           | Vandenberg        | Orbite basse          | KH-9 SV-10      | Satellite de reconnaissance optique    |
| 12 juin 1975 | Delta 2910           | Vandenberg        | Orbite héliosynchrone | Nimbus 6        | Satellite météorologique               |
| 12 juin 1975 | Soyouz-U             | Baïkonour         | Orbite basse          | Zenit-4MK       | Satellite de reconnaissance            |
| 14 juin 1975 | Proton-K/D           | Baïkonour         |                       | Venera 10       | Orbiteur et atterrisseur planète Vénus |
| 18 juin 1975 | Atlas SLV-3A Agena D | Cape Canaveral    | Orbite moyenne        | Canyon 6        | Ecoute électronique                    |
| 20 juin 1975 | Vostok 8A92M         | Baïkonour         | Orbite basse          | Tselina-D       | Satellite d'écoute électronique        |
| 21 juin 1975 | Delta 1910           | Cape Canaveral    | Orbite basse          | OSO 8           | Observatoire solaire                   |
| 24 juin 1975 | Cosmos-2             | Baïkonour         | Orbite basse          | DS-P1-Yu No. 76 | Calibration radar                      |
| 25 juin 1975 | Voskhod 11A57        | Baïkonour         | Orbite basse          | Zenit-4MK       | Satellite de reconnaissance            |
| 27 juin 1975 | Voskhod 11A57        | Baïkonour         | Orbite basse          | Zenit-2M        | Satellite de reconnaissance            |

#### Juillet
| Date            | Lanceur       | Base de lancement      | Type                  | Charge utile   | Notes                           |
| 3 juillet 1975  | Voskhod 11A57 | Baïkonour              | Orbite basse          | Zenit-4MK      | Satellite de reconnaissance     |
| 4 juillet 1975  | Cosmos-3M     | Baïkonour              | Orbite basse          | Tselina-OM     | Satellite d'écoute électronique |
| 8 juillet 1975  | Molnia M      | Baïkonour              | Orbite de Molnia      | Molniya-2      | Satellite de télécommunications |
| 11 juillet 1975 | Vostok 8A92M  | Baïkonour              | Orbite héliosynchrone | Meteor-2 No. 1 | Satellite météorologique        |
| 15 juillet 1975 | Soyouz-U      | Baïkonour              | Orbite basse          | Soyouz 19      | Vol Apollo-Soyouz               |
| 15 juillet 1975 | Saturn I B    | Centre spatial Kennedy | Orbite basse          | Apollo-Soyouz  | Vol Apollo-Soyouz               |
| 17 juillet 1975 | Cosmos-2      | Baïkonour              | Orbite basse          | DS-P1-I No. 15 | Calibration radar               |
| 23 juillet 1975 | Voskhod 11A57 | Baïkonour              | Orbite basse          | Zenit-2M       | Satellite de reconnaissance     |
| 24 juillet 1975 | Cosmos-3M     | Baïkonour              | Orbite basse          | Vektor         | Calibration radar               |
| 26 juillet 1975 | Feng Bao 1    | Jiuquan                | Orbite basse          | JSSW 3         | Satellite de reconnaissance     |
| 31 juillet 1975 | Voskhod 11A57 | Baïkonour              | Orbite basse          | Zenit-4MK      | Satellite de reconnaissance     |

#### Août
| Date         | Lanceur       | Base de lancement | Type                   | Charge utile | Notes                                        |
| 9 août 1975  | Delta 2913    | Vandenberg        | Orbite haute           | COS-B        | Étude du rayonnement gamma                   |
| 13 août 1975 | Voskhod 11A57 | Baïkonour         | Orbite basse           | Zenit-4MK    | Satellite de reconnaissance                  |
| 14 août 1975 | Cosmos-3M     | Baïkonour         | Orbite basse           | Parous       | Satellite de navigation militaire            |
| 20 août 1975 | Titan IIIE    | Cape Canaveral    | Orbite héliocentrique  | Viking 1     | Atterrisseur et orbiteur martien             |
| 22 août 1975 | Vostok 8A92M  | Baïkonour         | Orbite basse           | Tselina-D    | Satellite d'écoute électronique              |
| 27 août 1975 | Delta 2914    | Cape Canaveral    | Orbite géostationnaire | Symphonie    | Satellite de télécommunications expérimental |
| 27 août 1975 | Voskhod 11A57 | Baïkonour         | Orbite basse           | Zenit-4MK    | Satellite de reconnaissance                  |

#### Septembre
| Date              | Lanceur              | Base de lancement | Type                   | Charge utile     | Notes                                                     |
| 2 septembre 1975  | Molnia M             | Baïkonour         | Orbite de Molnia       | Molniya-1        | Satellite de télécommunications                           |
| 5 septembre 1975  | Soyouz-U             | Baïkonour         | Orbite basse           | Iantar'-2K No. 3 | Satellite de reconnaissance optique                       |
| 9 septembre 1975  | Molnia M             | Baïkonour         | Orbite de Molnia       | Molniya-2        | Satellite de télécommunications                           |
| 9 septembre 1975  | N-1                  | Tanegashima       | Orbite basse           | ETS 1            | Satellite technologique                                   |
| 9 septembre 1975  | Titan IIIE           | Cape Canaveral    | Orbite héliocentrique  | Viking 2         | Atterrisseur et orbiteur martien                          |
| 12 septembre 1975 | Soyouz-U             | Baïkonour         | Orbite basse           | Zenit-4MT        | Satellite de reconnaissance                               |
| 16 septembre 1975 | Voskhod 11A57        | Baïkonour         | Orbite basse           | Zenit-4MK        | Satellite de reconnaissance                               |
| 17 septembre 1975 | Cosmos-3M            | Baïkonour         | Orbite basse           | Strela-1M x 8    | Satellites de télécommunications                          |
| 18 septembre 1975 | Vostok 8A92M         | Baïkonour         | Orbite héliosynchrone  | Meteor-M No. 28  | Satellite météorologique                                  |
| 23 septembre 1975 | Voskhod 11A57        | Baïkonour         | Orbite basse           | Zenit-2M         | Satellite de reconnaissance                               |
| 24 septembre 1975 | Cosmos-3M            | Baïkonour         | Orbite basse           | Sfera            | Géodésie                                                  |
| 25 septembre 1975 | Soyouz-U             | Baïkonour         | Orbite basse           | Zenit-4MKT Fram  | Satellite de reconnaissance optique                       |
| 26 septembre 1975 | Atlas SLV-3D Centaur | Cape Canaveral    | Orbite géostationnaire | Intelsat IVA F1  | Satellite de télécommunications                           |
| 27 septembre 1975 | Diamant BP.4         | Kourou            | Orbite basse           | D2B              | Étude du rayonnement ultraviolet dans la haute atmosphère |
| 29 septembre 1975 | Soyouz-U             | Baïkonour         | Orbite basse           | Soyouz -S No. 2L | Test Soyouz                                               |
| 30 septembre 1975 | Cosmos-3M            | Baïkonour         | Orbite basse           | Strela-2M        | Satellite de télécommunications                           |

#### Octobre
| Date             | Lanceur       | Base de lancement | Type                   | Charge utile | Notes                                                                            |
| 1er octobre 1975 | Voskhod 11A57 | Baïkonour         | Orbite basse           | Zenit-4MK    | Satellite de reconnaissance                                                      |
| 6 octobre 1975   | Delta 2910    | Vandenberg        | Orbite basse           | AE-D         | Étude des processus chimiques et de transfert d'énergie dans la haute atmosphère |
| 8 octobre 1975   | Proton-K/DM   | Baïkonour         | Orbite géostationnaire | Oko?         | Satellite d'alerte précoce                                                       |
| 9 octobre 1975   | Titan 24B     | Vandenberg        | Orbite basse           | KH-8         | Satellite de reconnaissance optique                                              |
| 12 octobre 1975  | Scout D-1     | Vandenberg        | Orbite basse           | TIP 2        | Satellite de navigation                                                          |
| 16 octobre 1975  | Proton-K/D-1  | Baïkonour         | Orbite héliocentrique  | Luna 24      | Retour d'échantillon lunaire Échec                                               |
| 16 octobre 1975  | Delta 2914    | Cape Canaveral    | Orbite géostationnaire | GOES A       | Satellite météorologique                                                         |
| 17 octobre 1975  | Voskhod 11A57 | Baïkonour         | Orbite basse           | Zenit-2M     | Satellite de reconnaissance                                                      |
| 29 octobre 1975  | Tsiklon-2     | Baïkonour         | Orbite basse           | US-P         | Satellite de reconnaissance océanique                                            |

#### Novembre
| Date             | Lanceur           | Base de lancement | Type             | Charge utile | Notes                                                                            |
| 4 novembre 1975  | Cosmos-3M         | Baïkonour         | Orbite basse     | Parous       | Satellite de navigation militaire                                                |
| 4 novembre 1975  | Voskhod 11A57     | Baïkonour         | Orbite basse     | Zenit-4MK    | Satellite de reconnaissance                                                      |
| 14 novembre 1975 | Molnia M          | Baïkonour         | Orbite de Molnia | Molniya-3    | Satellite de télécommunications                                                  |
| 17 novembre 1975 | Soyouz-U          | Baïkonour         | Orbite basse     | Soyouz 20    | Relève équipage station spatiale                                                 |
| 20 novembre 1975 | Delta 2910        | Cape Canaveral    | Orbite basse     | AE-E         | Étude des processus chimiques et de transfert d'énergie dans la haute atmosphère |
| 21 novembre 1975 | Voskhod 11A57     | Baïkonour         | Orbite basse     | Zenit-2M     | Satellite de reconnaissance                                                      |
| 21 novembre 1975 | Cosmos-3M         | Baïkonour         | Orbite basse     | Tselina-OK   | Satellite d'écoute électronique                                                  |
| 25 novembre 1975 | Soyouz-U          | Baïkonour         | Orbite basse     | Bion No. 3   | Expérience de microgravité                                                       |
| 26 novembre 1975 | Longue Marche 2 C | Jiuquan           | Orbite basse     | FSW          | Satellite de reconnaissance                                                      |
| 28 novembre 1975 | Cosmos-3M         | Baïkonour         | Orbite basse     | Strela-2M    | Satellite de télécommunications                                                  |

#### Décembre
| Date             | Lanceur       | Base de lancement | Type                   | Charge utile         | Notes                                      |
| 3 décembre 1975  | Voskhod 11A57 | Baïkonour         | Orbite basse           | Zenit-2M             | Satellite de reconnaissance                |
| 4 décembre 1975  | Titan IIID    | Vandenberg        | Orbite basse           | KH-9 SV-11           | Satellite de reconnaissance optique        |
| 6 décembre 1975  | Scout F-1     | Vandenberg        | Orbite basse           | Air Density Explorer | Étude de la haute atmosphère Échec         |
| 11 décembre 1975 | Cosmos-3M     | Baïkonour         | Orbite basse           | DS-U2-IK No. 6       | Astronomie, magnétosphère                  |
| 12 décembre 1975 | Tsiklon-2     | Baïkonour         | Orbite basse           | US-A                 | Satellite de reconnaissance radar          |
| 13 décembre 1975 | Delta 3914    | Cape Canaveral    | Orbite géostationnaire | Satcom 1             | Satellite de télécommunications            |
| 14 décembre 1975 | Titan IIIC    | Cape Canaveral    | Orbite géostationnaire | DSP 8                | Satellite d'alerte avancée                 |
| 16 décembre 1975 | Feng Bao 1    | Jiuquan           | Orbite basse           | JSSW 4               | Satellite de reconnaissance                |
| 16 décembre 1975 | Voskhod 11A57 | Baïkonour         | Orbite basse           | Zenit-4MK            | Satellite de reconnaissance                |
| 17 décembre 1975 | Molnia M      | Baïkonour         | Orbite de Molnia       | Molniya-2            | Satellite de télécommunications            |
| 19 décembre 1975 | Cosmos-3M     | Baïkonour         | Orbite basse           | DS-P1-M Lira         | Cible système anti-satellite Échec         |
| 22 décembre 1975 | Molnia M      | Baïkonour         | Orbite haute           | Prognoz-4            | Étude de la magnétosphère                  |
| 22 décembre 1975 | Proton-K/DM   | Baïkonour         | Orbite géostationnaire | Radouga Gran         | Satellite de télécommunications militaires |
| 25 décembre 1975 | Vostok 8A92M  | Baïkonour         | Orbite héliosynchrone  | Meteor No. 38        | Satellite météorologique                   |
| 27 décembre 1975 | Molnia M      | Baïkonour         | Orbite de Molnia       | Molniya-3            | Satellite de télécommunications            |

## Vol orbitaux

### Par pays
| Pays             | Lancements | dont échecs partiels/totaux | Remarques |
| ---------------- | ---------- | --------------------------- | --------- |
| Chine            | 3          |                             |           |
| France           | 3          |                             |           |
| Japon            | 2          |                             |           |
| Union soviétique | 93         | 4                           |           |
| États-Unis       | 31         | 3                           |           |
| Total            | 132        | 7                           |           |

### Par lanceur
| Famille de lanceurs  | Pays             | Lancements | dont échecs partiels ou totaux | Remarques |
| -------------------- | ---------------- | ---------- | ------------------------------ | --------- |
| Atlas Agena          | États-Unis       | 1          |                                |           |
| Atlas Centaur        | États-Unis       | 3          | 1                              |           |
| Atlas D/E/F          | États-Unis       | 1          | 1                              |           |
| Cosmos -/M/2         | Union soviétique | 5          |                                |           |
| Cosmos 1/3/3M        | Union soviétique | 20         | 2                              |           |
| Delta                | États-Unis       | 12         |                                |           |
| Diamant              | France           | 3          |                                |           |
| Feng Bao 1           | Chine            | 2          |                                |           |
| Longue Marche 2      | Chine            | 1          |                                |           |
| Molnia               | Union soviétique | 12         |                                |           |
| Mu                   | Japon            | 1          |                                |           |
| N-1/N-2              | Japon            | 1          |                                |           |
| Proton               | Union soviétique | 5          | 1                              |           |
| Saturn I             | États-Unis       | 1          |                                |           |
| Scout                | États-Unis       | 3          | 1                              |           |
| Soyouz               | Union soviétique | 13         | 1                              |           |
| Thor                 | États-Unis       | 1          |                                |           |
| Titan C,D,E          | États-Unis       | 6          |                                |           |
| Titan II, IIIA, IIIB | États-Unis       | 3          |                                |           |
| Tsiklon-2            | Union soviétique | 4          |                                |           |
| Voskhod              | Union soviétique | 28         |                                |           |
| Vostok               | Union soviétique | 6          |                                |           |
| Total                |                  | 132        | 7                              |           |

### Par type d'orbite
| Orbite                 | Lancements | Succès | Échecs | Orbite atteinte involontairement | Remarques                                                                             |
| ---------------------- | ---------- | ------ | ------ | -------------------------------- | ------------------------------------------------------------------------------------- |
| Basse                  |            |        |        |                                  |                                                                                       |
| Moyenne                |            |        |        |                                  |                                                                                       |
| Haute                  |            |        |        |                                  | dont Molnia, orbite de transfert vers la Lune, orbite elliptique à forte excentricité |
| Géosynchrone/transfert |            |        |        |                                  |                                                                                       |
| Héliocentrique         |            |        |        |                                  | dont orbite de transfert interplanétaire                                              |

### Par site de lancement
| Pays             | Base de lancement      | Nombre de lancements | Remarques |
| ---------------- | ---------------------- | -------------------- | --------- |
| Chine            | Jiuquan                | 3                    |           |
| France           | Kourou                 | 3                    |           |
| États-Unis       | San Marco              | 1                    |           |
| Japon            | Uchinoura              | 1                    |           |
| Japon            | Tanegashima            | 1                    |           |
| Union soviétique | Baïkonour              | 91                   |           |
| Union soviétique | Kapoustine Iar         | 2                    |           |
| États-Unis       | Cape Canaveral         | 15                   |           |
| États-Unis       | Vandenberg             | 14                   |           |
| États-Unis       | Centre spatial Kennedy | 1                    |           |
|                  | Total                  | 132                  |           |

## Survols et contacts planétaires
| Date | Sonde spatiale | Événement | Remarque |
| ---- | -------------- | --------- | -------- |
|      |                |           |          |

### Sources
- (en) Jonathan McDowell, « Jonathan's Space Report », Jonathan's Space Page
- (en) Gunter Krebs, « Chronology of Space Launches », Gunter's Space Page